# 오존화물
오존화물은 O−
3 의 다원자 이온이다. 알켄에 오존이 첨가되어 형성된 고리형 유기 화합물도 또한 오존화물이라고 부른다.

## 이온화 오존화물
비유기성 오존화물은 검붉은 색의 염이다. 이 음이온은 굽은형의 오존 분자의 형태를 띄고 있다.
무기성 오존화물은 칼륨, 루비듐, 세슘 등을 오존에서 연소시키거나 알칼리 금속 수산화물을 오존으로 처리하여 형성된다. 이렇게 하면 각각 칼륨 오존화물, 루비듐 오존화물, 세슘 오존화물이 생성될 수 있다. 이것들은 비활성 기체로 구성된 대기에 초저온의 온도에서 다루어져야 하는 매우 민감한 폭발성 물질이다. 리튬과 소듐 오존화물은 매우 불안정하며 {\displaystyle {\ce {CsO3}}}으로부터 시작되는 저온의 이온 교환으로 준비되어 있어야 한다. 소듐 오존화물인 {\displaystyle {\ce {NaO3}}}은 {\displaystyle {\ce {NaOH}}}와 {\displaystyle {\ce {NaO2}}}로 분해되기 쉬워 이전에는 순수한 형태로 얻을 수 없다고 여겨졌으나, 크립탠드와 메틸아민의 도움으로 순수한 소듐 오존화물은 {\displaystyle {\ce {NaNO2}}}와 등구조적인 붉은색 크리스탈의 형태로 얻을 수 있게 되었다.
이온화 오존화물은 화학적 산소 발생기에서 산소의 원천으로써 고려되고 있다. 테트라메틸암모늄 오존화물은 세슘 오존화물과 액체 암모니아의 염 복분해 반응을 통해 생성될 수 있는데, 이것은 348 K (75 °C)까지에서도 안정하다.
{\displaystyle {\ce {CsO3 + [(CH3)4N][O2] -> CsO2 + [(CH3)4N][O3]}}}
알칼리 토류 금속의 오존화물도 알려져 있는데, 마그네슘 오존화물 복합체는 저온 아르곤 매트릭스에서 분리되었다.

## 단일 공유 결합 접합 구조
아인산염 오존화물인 (RO)
3PO
3은 이산소 생산에 사용된다. 이것은 저온에서 다이클로로메테인의 아인산염 에스터를 오존화하여 생성할 수 있고, 분해되면 이산소와 아인산염 에스터를 생성한다.

1. {\displaystyle {\ce {(RO)3P + O3 -> (RO)3PO3}}}
2. {\displaystyle {\ce {(RO)3PO3 -> (RO)3PO + ^{1}O2}}}

## 분자오존화물
분자오존화물은 오존과 알켄 사이의 추가적인 작용으로 구성되어 있다. 이들은 가오존 분해 과정에서 거의 분리되지 않는다. 분자오존화물은 불안정하며 빠르게 C–O–O–C–O 형태의 5원자 구조인 트리옥솔란 고리로 분리된다. 그것들은 주로 악취가 나는 기름진 액체의 형태로 나타나며, 그리고 물에서 카보닐 화합물인 알데하이드, 케톤, 과산화물로 빠르게 분해된다.

## 둘러보기
- 초과산화물
- 산화물

## 같이 보기
- 초과산화물
- 산화물